# 1923
| 1923                                                 |
| ---------------------------------------------------- |
| Dødsfald - Fødsler                                   |
| • Begivenheder • Film • Litteratur • Politik • Sport |

| Gregoriansk kalender | 1923 MCMXXIII           |
| Ab urbe condita      | 2676                    |
| Armensk kalender     | 1372 ԹՎ ՌՅՀԲ            |
| Kinesiske kalender   | 4619 – 4620 壬戌 – 癸亥 |
| Etiopisk kalender    | 1915 – 1916             |
| Jødisk kalender      | 5683 – 5684             |
| Hindukalendere       |                         |
| - Vikram Samvat      | 1978 – 1979             |
| - Shaka Samvat       | 1845 – 1846             |
| - Kali Yuga          | 5024 – 5025             |
| Iransk kalender      | 1301 – 1302             |
| Islamisk kalender    | 1342 – 1343             |

Konge i Danmark: Christian 10. 1912-1947
Se også 1923 (tal)

## Begivenheder

### Januar
- 1. januar - Grækenland overgår til den gregorianske kalender, som nu er indført "over hele verden"

- 11. januar – Da Tyskland ikke kan betale afdragene på sin krigsskadeserstatning efter 1. verdenskrig, besætter Frankrig og Belgien Ruhrområdet i Tysklandforsiden på første nummer af Time Magazine

### Februar
- 16. februar – Den engelske arkæolog Howard Carter åbner faraoen Tut Ankh Amons gravkammer

### Marts
- 3. marts - første nummer af Time Magazine udsendes
- 24. marts - Grækenland bliver republik
- 26. marts - BBC indfører daglige vejrudsendelser

### April
- 17. april - luftruten København-Hamburg åbnes
- 26. april - den senere engelske konge, George 6., vies til Elizabeth Bowes-Lyon
- 29. april - det nazistiske NSDAP forbydes i den tyske delstat Hessen

### Maj
- 1. maj - Danmark får sin første færdselslov
- 1. maj - S/S INVERNESS strander ved Hellig Peder på Bornholm
- 23. maj - det belgiske luftfartselskab Sabena dannes
- 26. maj - det første 24-timers-racerløb i Le Mans sættes i gang (afsluttes 27. maj)

### Juni
- 9. juni - Bulgariens militær overtager magten i landet ved et militærkup
- 24. juni - Pressens Radioavis sendes for første gang over Lyngby Radio

### Juli
- 13. juli - Hollywoodskiltet i Los Angeles indvies
- 24. juli – Lausanne-traktaten bliver underskrevet som afslutning på den Græsk-tyrkiske krig (1919-1922)

### August
- 3. august - Vicepræsident Calvin Coolidge indsættes som præsident for USA efter den valgte præsident, Warren G. Hardings død dagen forinden

### September
- 1. september - et jordskælv rammer Japan og dræber 300.000 mennesker i Tokyo og Yokohama
- 7. september -  International Criminal Police Organization (INTERPOL) grundlægges
- 13. september - i Spanien overtager general Primo de Rivera magten og opretter et militærdiktatur

### Oktober
- 11. oktober - et revolutionerende nyt tonefilmsystem, udviklet af de danske ingeniører Petersen & Poulsen, præsenteres for offentligheden i Palads Teatret i København
- 12. oktober – der vises talefilm for første gang i Danmark
- 13. oktober – Ankara afløser Istanbul som Tyrkiets hovedstad
- 15. oktober -  i Weimarrepublikken afløses Papirmark af Rentemark i et forsøg på at stoppe hyperinflation
- 16. oktober - Walt Disney grundlægger The Walt Disney Company sammen med sin bror, Roy
- 29. oktober – Mustafa Kemal "Atatürk" Pasha, proklamerer republikken Tyrkiet, hvilket er afslutningen på århundreder med osmannisk styre med dets sultanater og kalifater. Dagen fejres som Tyrkiets nationaldag. "Atatürk" var præsident og landsfader indtil sin død i 1938

### November
- 8. november - underkorporal Adolf Hitler forsøger "Ølstuekuppet" på "Löwenbräukeller" i München. Kuppet mislykkes, og Hitler idømmes fæstningsarrest, hvorunder han skriver "Mein Kampf"

### December
- 19. december - i USA tager fysikeren Vladimir K. Zworykin patent på det første elektroniske tv-billedrør
- 31. december - klokkespil fra Big Ben sendes for første gang over BBC

## Født

### Januar
- 5. januar – Sam Phillips, amerikansk musikproducer (død 2003).
- 8. januar – Joseph Weizenbaum, tysk-amerikansk datalog (død 2008).
- 14. januar – Bodil Steen, dansk skuespillerinde (død 1979).
- 15. januar – Evan Klamer, dansk cykelrytter (død 1978).
- 15. januar – Lee Teng-hui, taiwansk præsident (død 2020).
- 22. januar – Diana Douglas, amerikansk skuespillerinde (død 2015).
- 25. januar – Arvid Carlsson, svensk farmakolog (død 2018).
- 26. januar – Anne Jeffreys, amerikansk skuespillerinde (død 2017).
- 31. januar – Norman Mailer, amerikansk forfatter og journalist (død 2007).

### Februar
- 4. februar – Conrad Bain, amerikansk komiker (død 2013).
- 12. februar – Ernst Bruun Olsen, dansk forfatter (død 2011).
- 12. februar – Franco Zeffirelli, italiensk film- og operainstruktør (død 2019).
- 13. februar – Charles Elwood Yeager, amerikansk jager og testpilot  (død 2020).
- 28. februar – Charles Durning, amerikansk skuespiller (død 2012).

### Marts
- 3. marts – Doc Watson, amerikansk guitarist og sanger (død 2012).
- 4. marts – Patrick Moore, engelsk amatørastronom (død 2012).
- 9. marts – Walter Kohn, amerikansk biokemiker (død 2016).
- 12. marts – Wally Schirra, American astronaut (død 2007).
- 13. marts – Poul Reinau, dansk musiker og reklamemand (død 2005).
- 22. marts – Bo Bojesen, dansk tegner (død 2006).
- 24. marts – Murray Hamilton, amerikansk skuespiller (død 1986).
- 26. marts – Hans Jørgen Lembourn, dansk forfatter (død 1997).
- 28. marts – Thad Jones, amerikansk/dansk komponist og trompetist (død 1986).
- 30. marts – Milton Acorn, canadisk poet, forfatter og skuespilsforfatter (død 1986).

### April
- 4. april – Peter Vaughan, engelsk skuespiller (død 2016).
- 18. april – Leif Panduro, dansk forfatter og dramatiker (død 1977).
- 21. april – Halfdan Mahler, dansk cand.med. (død 2016).
- 22. april – Aaron Spelling, amerikansk film-og tv-producer (død 2006).
- 28. april – Sten Hegeler, dansk psykolog (død 2021).

### Maj
- 3. maj – Ralph Hall, amerikansk politiker (død 2019).
- 4. maj – Eric Sykes, britisk komiker (død 2012).
- 9. maj –  Jørgen Rømer, dansk kunsthistoriker og maler (død 2007).
- 26. maj – James Arness, amerikansk skuespiller (død 2011).
- 26. maj – Roy Dotrice, engelsk skuespiller (død 2017).
- 27. maj – Henry Kissinger, amerikansk professor i statskundskab, udenrigsminister og modtager af Nobels fredspris (død 2023).
- 29. maj – Lars Rolf, svensk kunstmaler, tegner, grafiker og billedhugger (død 2001).
- 31. maj – Rainier 3., prins af Monaco (død 2005).

### Juni
- 2. juni – Lloyd Shapley, amerikansk matematiker og økonom (død 2016).
- 15. juni – Erland Josephson, svensk skuespiller, instruktør og forfatter (død 2012).
- 20. juni – Bjørn Watt-Boolsen, dansk skuespiller (død 1998).
- 25. juni – Sam Francis, amerikansk maler (død 1994).

### Juli
- 2. juli – Wisława Szymborska, polsk digter og modtager af Nobelprisen i litteratur (død 2012).
- 6. juli – Wojciech Jaruzelski, polsk tidligere militærleder og præsident (død 2014).
- 8. juli – Kim Malthe-Bruun, dansk modstandsmand (død 1945).
- 22. juli – Bob Dole, amerikansk politiker (død 2021).

### August
- 2. august – Shimon Peres, israelsk præsident (død 2016).
- 10. august – Flemming John Olsen, dansk filmproducent (død 1993).
- 17. august -- Julius W Harris, amerikansk skuespiller (død 2004).
- 18. august – Jeanne Darville, dansk skuespillerinde (død 1995).
- 19. august – Erik Aalbæk Jensen, dansk forfatter, journalist og præst (død 1997).
- 24. august – Arthur Jensen, amerikansk psykolog (død 2012).
- 29. august – Richard Attenborough, engelsk skuespiller og instruktør (død 2014).

### September
- 3. september – Mort Walker, amerikansk tegneserietegner (Basserne) (død 2018).
- 9. september – D. Carleton Gajdusek, amerikansk virusspecialist (død 2008).
- 9. september – Cliff Robertson, amerikansk skuespiller (død 2011).
- 10. september – Birthe Arnbak, dansk forfatter (død 2007).
- 16. september – Lee Kuan Yew, Singapores første premierminister (død 2015).
- 17. september – Hank Williams, amerikansk sangskriver og countrysanger (død 1953).
- 18. september – Anne af Bourbon-Parma, tidligere dronning af Rumænien (død 2016).
- 19. september – Lily Broberg, dansk skuespiller (død 1989).
- 28. september – Tuli Kupferberg, amerikansk  forfatter og tegneserieforfatter (død 2010).

### Oktober
- 4. oktober – Charlton Heston, amerikansk skuespiller (død 2008).
- 6. oktober – Nanna Ditzel, dansk designer (død 2005).
- 27. oktober – Roy Lichtenstein, amerikansk popkunstner (død 1997).

### November
- 3. november – Astrid Villaume, dansk skuespillerinde (død 1995).
- 4. november – Hemming Hartmann-Petersen, dansk programsekretær, forfatter og musiker (død 2004).
- 18. november – Ted Stevens, amerikansk senator (død 2010).
- 20. november – Nadine Gordimer, sydafrikansk forfatter (død 2014).
- 23. november – Daniel Brewster, amerikansk senator (død 2007).
- 25. november – Mauno Koivisto, Finlands præsident 1982-94 (død 2017).

### December
- 1. december – Morris, belgisk tegner (død 2001).
- 2. december – Jørgen Peder Hansen, dansk politiker (død 1994).
- 3. december – Dede Allen, amerikansk filmklipper (død 2010).
- 12. december – Bob Barker, Amerikansk skuespiller og TV-vært (død 2023).
- 13. december – Philip Warren Anderson, amerikansk fysiker  (død 2020).
- 15. december – Freeman Dyson, engelsk-født amerikansk fysiker og matematiker (død 2020).
- 17. december – Thøger Olesen, dansk sangskriver (død 1977).

## Dødsfald

### Januar
- 3. januar - Jaroslav Hašek, tjekkisk forfatter (født 1883).
- 14. januar – Johannes Hage, dansk politiker, godsejer og museumsstifter (født 1842).

### Februar
- 7. februar – Kristine Marie Jensen, dansk kogebogsforfatter (født 1858).
- 9. februar – Gregers Kirk, dansk entreprenør og telefondirektør (født 1845).
- 10. februar – Wilhelm Conrad Röntgen, tysk fysiker. Modtog nobelprisen i fysik i 1901 (født 1845).
- 21. februar – Niels Lassen, dansk jurist (født 1848).

### Marts
- 8. marts - Johannes Diderik van der Waals, hollandsk fysiker og nobelprismodtager (født 1837).
- 9. marts - Rigmor Stampe Bendix, dansk baronesse, redaktør og foreningsstifter (født 1850).
- 16. marts – Olaf Poulsen, kgl. dansk skuespiller og maler (født 1849).
- 26. marts – Sarah Bernhardt, fransk skuespiller (født 1844).
- 27. marts – James Dewar, skotsk kemiker og fysiker (født 1842).

### April
- 17. april – Ove Krak, dansk direktør (født 1862).

### Maj
- 9. maj – Sigrid Kähler, dansk maler (født 1874).
- 16. maj – Holger Grønvold, dansk maler og tegnelærer (født 1850).
- 22. maj – Mogens Frijs, dansk godsejer og politiker (født 1849).

### Juni
- 19. juni – Carl Petersen, dansk arkitekt og keramiker (født 1874).
- 23. juni - Emil Glückstadt, dansk bankdirektør (født 1875).
- 24. juni - Hilmar Crone, dansk fotograf og grafiker (født 1854).
- 29. juni – Theodor Ewald, dansk forfatter (født 1874).

### Juli
- 13. juli – Asger Hamerik, dansk komponist og dirigent (født 1843).

### August
- 2. august – Warren G. Harding, amerikansk præsident (født 1865).

### September
- 22. september - Emma Hørup, dansk viceskoleinspektør (født 1836).

### Oktober
- 28. oktober – Bernhard Ingemann, dansk arkitekt (født 1869).
- 30. oktober - Andrew Bonar Law, engelsk premierminister (født 1858).

### November
- 7. november – Ludvig Hegner, dansk komponist og kontrabassist (født 1851).
- 18. november - F.C.C. Hansen, dansk arkitekt (født 1858).
- 27. november – Tage Reedtz-Thott, dansk politiker og konseilspræsident (født 1839).
- 29. november – William Ahlefeldt-Laurvig, dansk politiker, diplomat og minister (født 1860).

### December
- 22. december - Georg Luger, østrigsk våbendesigner (født 1849).
- 27. december – Gustave Eiffel, fransk ingeniør og arkitekt (født 1832).

## Nobelprisen
- Fysik – Robert Andrews Millikan
- Kemi – Fritz Pregl
- Medicin – Frederick Grant Banting, John James Richard Macleod
- Litteratur – William Butler Yeats
- Fred – Ingen uddeling

## Sport
- 26/27. maj – Det klassiske 24-timers-racerløb i Le Mans køres for første gang
- 14. september - Verdensmesteren i sværvægtsboksning Jack Dempsey forsvarer sin titel, da han stopper udfordreren Luis Angel Firpo i 2. omgang af VM-kampen på Polo Grounds i New York efter selv af være blevet slået ud af ringen tidligere i kampen.